# داستين لونغ (كاتب)
داستين لونغ (بالإنجليزية: Dustin Long)‏ (1977 في الولايات المتحدة)؛ روائي أمريكي.